# GOODキター!/元気になリーヨ!
「GOODキター!/元気になリーヨ!」（グッドキター!/げんきになリーヨ!）は、2010年7月14日に発売されたT-Pistonz+KMC 名義の5枚目のシングル。
両曲ともニンテンドーDS用ゲーム『イナズマイレブン3 世界への挑戦!!』の主題歌となる。

## 収録曲
初回限定盤にはDVDが、通常盤の初回生産分にはイナズマイレブン (アニメ)プレミアムカードが封入される。

### CD
全曲  作詞 - 山崎徹・KMC / ブラスアレンジ - 竹上良成
1. GOODキター!
  - 作曲 - 山崎徹&山崎弘・KMC / 編曲 - 菊谷知樹
  - 『イナズマイレブン3 世界への挑戦!! スパーク』オープニングテーマ
  - アニメ『イナズマイレブン』オープニングテーマ（第88話&89話 - 第107話）
2. 元気になリーヨ!
  - 作曲 - 山崎徹・KMC / 編曲 - 鈴木俊介
  - 『イナズマイレブン3 世界への挑戦!! ボンバー』オープニングテーマ
3. GOODキター!（オリジナルカラオケ）
4. 元気になリーヨ!（オリジナルカラオケ）

### DVD（初回限定盤）
1. GOODキター!（ミュージックビデオ）
2. GOODキター!（ダンスショット Ver.）

## 発売記念イベント
シングル発売を記念し、各地で発売記念イベントが行われた。
| 公演日        | 都道府県 | 会場                                    | 形態               | 備考  |
| ------------- | -------- | --------------------------------------- | ------------------ | ----- |
| 2010年7月14日 | 愛知県   | アスナル金山                            | ミニライブ・握手会 | [ 1 ] |
| 7月15日       | 神奈川県 | 海老名ビナウォーク                      | ミニライブ・握手会 | [ 1 ] |
| 7月16日       | 埼玉県   | 大宮ステラタウン                        | ミニライブ・握手会 | [ 1 ] |
| 7月17日       | 大阪府   | アリオ鳳                                | ミニライブ・握手会 | [ 1 ] |
| 7月19日       | 福岡県   | シュロアモール筑紫野 マリノアシティ福岡 | ミニライブ・握手会 | [ 1 ] |
| 7月24日       | 神奈川県 | OSC湘南シティ                           | ミニライブ・握手会 | [ 2 ] |
| 7月25日       | 千葉県   | ユアエルム成田店                        | ミニライブ・握手会 | [ 2 ] |